# The Devil-Stone

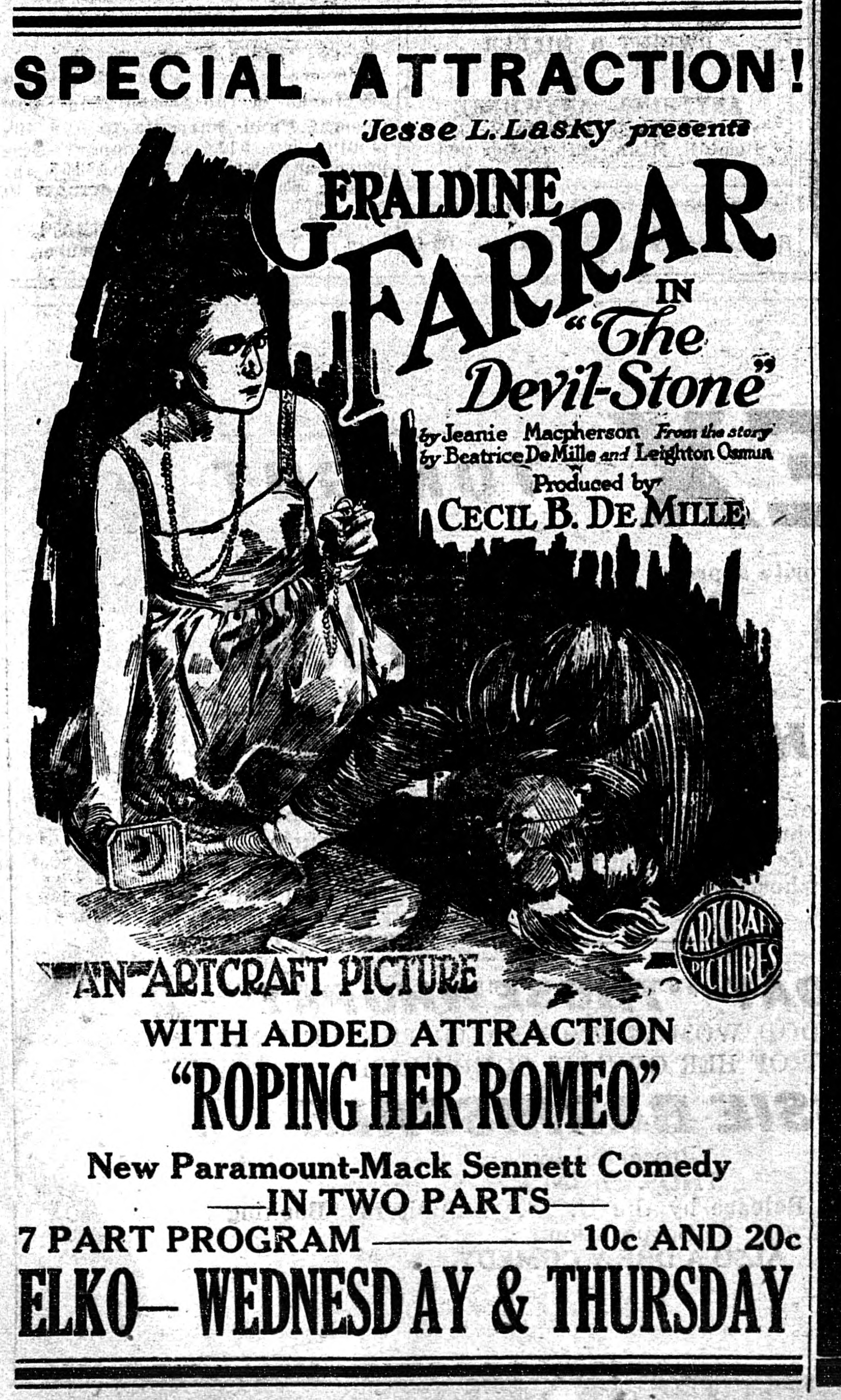
Cartaz publicitário de "The Devil-Stone"

The Devil-Stone é um filme mudo do gênero romance produzido nos Estados Unidos e lançado em 1917.